# Демонстрація на Александерплац

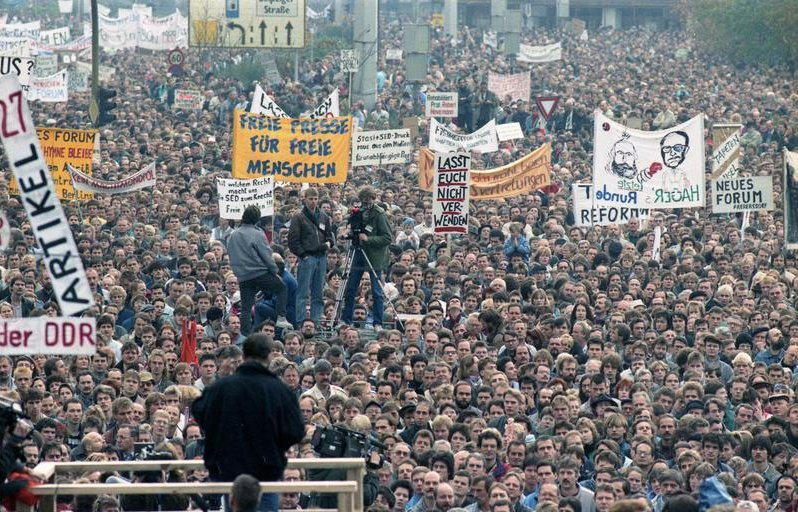
Александерплац 4 листопада 1989 року

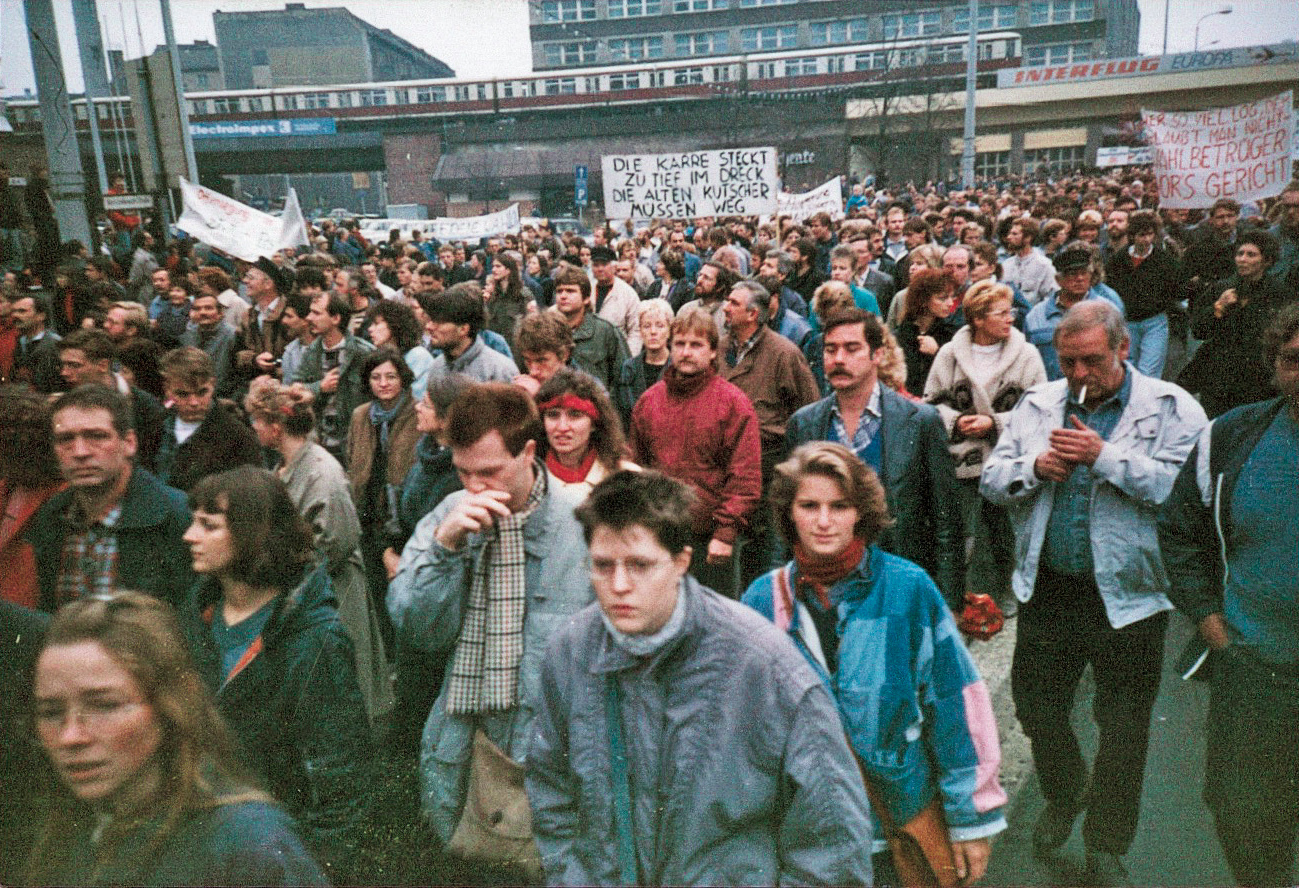
Початок демонстрації в західній частині S-вокзалу Александерплац

Демонстрація на Александерплац (нім. Alexanderplatz-Demonstration) — демонстрація, що пройшла 4 листопада 1989 року у Східному Берліні і закінчилася мітингом на площі Александерплац, що зібрав, за різними оцінками, від двохсот тисяч чоловік до мільйона, найбільша демонстрація в історії НДР. Головною вимогою демонстрантів було дотримання державою 27-го і 28-го пунктів Конституції НДР, що гарантували громадянам свободу слова і свободу зібрань. Організаторами демонстрації виступали асоціація художників, асоціація працівників кіно і телебачення і комітет розважальних мистецтв НДР.
Демонстрація на Александрплац стала першою офіційно узгодженої з владою акцією, що проводиться приватними організаціями на території НДР. Після довгих нарад між поліцією НДР і МДБ НДР дозвіл на проведення демонстрації було отримано 26 жовтня. З владою були узгоджені списки промовців-ораторів, в який увійшли представники опозиції, діючі партійні функціонери і культурна інтелігенція. 4 листопада в суботу о 9:30 почалася демонстрація, до 11:00 люди вийшли до площі Александерплац, на якій з імпровізованої сцени тримали мова оратори. Серед виступаючих були діячі культури — письменник Стефан Гейм, актор Ульріх Мюе, письменниця Кріста Вольф, драматург Хайнер Мюллер, богослов і дисидент Фрідріх Шорлеммер; від опозиційних політичних течій з промовами виступили представник опозиційної групи за мир і права людини Маріанна Біртлер, представник об'єднання «Новий форум» Йенс Райх, представник Ліберально-демократичної партії Німеччини Манфред Герлах; від діючої партії влади (Соціалістичної єдиної партії Німеччини) голова Берлінської колегії адвокатів Грегор Гізі, генерал-полковник державної безпеки у відставку Маркус Вольф і секретар ЦК СЄПН Гюнтер Шабовські.
Сама демонстрація і всі виступи зі сцени у прямому ефірі протягом трьох годин транслювалися державним телебаченням.
Найпоширенішим гаслом на транспарантах було «Ми — народ!» (нім. Wir sind das Volk!), також зустрічалися гасла: «Громадянські права не тільки на папері» (нім. Bürgerrechte nicht nur auf Papier), «40 років досить!» (нім. 40 Jahre sind genug), «Привілеї для всіх» (нім. Privilegien für alle), «Соціалізму так, Егону ні» (нім. Sozialismus ja, Egon nein) та інші.